# Basananthe aciphylla
Basananthe aciphylla är en passionsblomsväxtart som beskrevs av M. Thulin. Basananthe aciphylla ingår i släktet Basananthe och familjen passionsblomsväxter. Inga underarter finns listade i Catalogue of Life.